# Liefdesbekentenissen
Liefdesbekentenissen is een Nederlandse film uit 1967 in zwart-wit. Hij heeft als internationale titel Confessions of Loving Couples. De toen nog onbekende Michael York speelde een kleine bijrol in deze film. Ook Marianne van Wijnkoop verschijnt in een bijrol in de film.

## Verhaal
Hoofdpersoon Frank heeft veel succes met zijn debuut als schrijver. Van de opbrengst van het uitgebrachte boek kan niet worden genoten, omdat Frank nog een flinke schuld moet aflossen. Ook gaat het uit met zijn vriendin Mascha, maar hij ontmoet dan Marina, met wie hij in eerste instantie een briefcontact heeft. Dit gaat Frank allemaal maar te langzaam en hij gaat op de versiertoer. Dan lijkt het weer goed te komen met zijn oude liefde Marscha, maar die besluit al gauw dat ze een relatie wil met haar Engelse vriend Peter. Dan komt het weer goed tussen Frank en Marina, en Frank krijgt weer inspiratie voor een nieuw boek.

## Cast
| Acteur           | Personage    |
| ---------------- | ------------ |
| Ramses Shaffy    | Frank Jansen |
| Kitty Courbois   | Marina       |
| Michael York     | Peter        |
| Shireen Strooker | Mascha       |